# Hildebert III.
Hildebert III., imenovan Pravični, je bil od leta 695 do 711 kralj vseh Frankov, * 680 ali morda 683, †  10. april 711, St Etienne.

## Življenje
Hildebert je bil sin kralja Teoderika III. in Klotilde (ali Dode). Zgleda, da je bil kot vladar marioneta v rokah dvornega majordoma Pipina Herstalskega,  čeprav je nekaj sodnih odločitev, celo proti klanu Arnulfingov, sprejel po svoji volji. Njegov nadimek Pravični ima edino opravičilo morda prav v teh razsodbah. V Liber Historiae Francorum je omenjen kot »slaven mož« in »sijajen vladar dobrega spomina, Hildebert, pravičen kralj«.
Imel je sina in naslednika Dagoberta III., ženo Edono pa so  si izmislili kasneje. Mogoče je, čeprav malo verjetno, da je bil njegov sin tudi Klotar IV.. Skoraj celo življenje je preživel v vili v Oiseu.
Med njegovim šestnajst let trajajočim vladanjem je škof Avranchesa sveti Aubert leta 708 na zahtevo nadangela Mihaela ustanovil samostan Mont-Saint-Michel.

## Smrt
Umrl je 23. aprila 711 v St Etienneu. Pokopan je v cerkvi sv. Štefana v Choisy-au-Bacu pri Compiègneu. Nasledil ga je sin Dagobert III..

## Zapuščina
Po njegovi smrti se je začela južna Galija osvobajati frankovske nadoblasti: Burgundija pod škofom Savarikom  Auxerrskim, Akvitanija pod vojvodom Odom Velikim in Provansa pod patricijem Antenorjem.